# Kaiken
Un kaiken (懐剣?) è un tantō lungo 15-20 cm a taglio singolo o doppio, privo di ornamenti e alloggiato in una montatura semplice.

## Usi
Una volta era portato da uomini e donne della classe dei samurai in Giappone. Era utile per l'autodifesa negli spazi interni dove la lunga uchigatana e il wakizashi, di lunghezza intermedia, erano scomodi. Le donne li portavano nel loro kimono in una specie di tasca (futokoro) o nella fodera della manica (tamoto) per autodifesa e per il suicidio rituale tagliandosi le vene della parte sinistra del collo. Quando una donna si sposava con un samurai, doveva portare con sé un kaiken quando si trasferiva con suo marito.
Nel Giappone moderno, un kaiken è indossato come un accessorio tradizionale per un kimono formale, come ad esempio un furisode, uchikake e shiromuku (gli ultimi due sono kimono da sposa o da cerimonia), nascosto all'interno dell'obi.